# Ataenius hirsutus
Ataenius hirsutus är en skalbaggsart som beskrevs av Horn 1871. Ataenius hirsutus ingår i släktet Ataenius och familjen Aphodiidae. Inga underarter finns listade.